# 田东北站
田东北站，位于中华人民共和国广西壮族自治区百色市田东县平马镇子安村子桑屯，是南昆客运专线上的铁路车站，于2015年12月11日启用营运，南宁铁路局管辖。

## 歷史
- 2015年12月11日通车启用。[4]

## 外部連結
- 中国铁路客户服务中心 （页面存档备份，存于）